# 45a Mostra Internacional de Cinema de Venècia
La 45a Mostra Internacional de Cinema de Venècia es va celebrar entre el 29 d'agost i el 9 de setembre de 1988.

## Jurat
El jurat de l'edició de la Mostra de 1988 era format per
- Sergio Leone (president)
- Maria Julia Bertotto
- Klaus Eder
- Hannah Fischer
- Gilbert de Goldschmidt
- Adoor Gopalakrishnan
- Lena Olin
- Natalya Ryazantseva
- Harry Dean Stanton
- Lina Wertmüller

## Selecció oficial

### En competició
| Títol original                           | Director(s)        | País de producció |
| ---------------------------------------- | ------------------ | ----------------- |
| Txiornii monakh                          | Ivan Dykhovichnyy  | Unió Soviètica    |
| Burning Secret                           | Andrew Birkin      | Regne Unit        |
| Camp de Thiaroye                         | Ousmane Sembène    | Senegal           |
| Qi wang                                  | Teng Wenji         | R.P. de la Xina   |
| Caro Gorbaciov                           | Carlo Lizzani      | Itàlia            |
| Dedé Mamata                              | Rodolfo Brandão    | Brasil            |
| Eldorádó                                 | Géza Bereményi     | Hongria           |
| Encore                                   | Paul Vecchiali     | França            |
| Tempos dificeis                          | João Botelho       | Portugal          |
| Haunted Summer                           | Ivan Passer        | Estats Units      |
| Gli invisibili                           | Pasquale Squitieri | Itàlia            |
| Topio stin omichli                       | Theo Angelopoulos  | Grècia            |
| La leggenda del santo bevitore           | Ermanno Olmi       | Itàlia            |
| Llums i ombres                           | Jaime Camino       | Espanya           |
| Madame Sousatzka                         | John Schlesinger   | Regne Unit        |
| The Moderns                              | Alan Rudolph       | Estats Units      |
| Une affaire de femmes                    | Claude Chabrol     | França            |
| À corps perdu                            | Léa Pool           | Canadà/ Suïssa    |
| Things Change                            | David Mamet        | Estats Units      |
| Niezwykla podróz Baltazara Kobera        | Wojciech Has       | Polònia           |
| Un señor muy viejo con unas alas enormes | Fernando Birri     | Cuba              |
| Mujeres al borde de un ataque de nervios | Pedro Almodóvar    | Espanya           |

## Seccions autònomes

### Setmana de la Crítica del Festival de Cinema de Venècia
Les següents pel·lícules foren exhibides com en competició per a aquesta secció:
- Il bacio di Giuda de Paolo Benvenuti
- Der gläserne Himmel de Nina Grosse
- Ghosts... of the Civil Dead de John Hillcoat
- High Hopes de Mike Leigh
- Let’s Get Lost de Bruce Weber
- Malenkaia Vera de Vasili Pitxul
- Mortu Nega de Flora Gomes
- Nachsaison de Wolfram Paulus ,

## Premis
- Lleó d'Or:

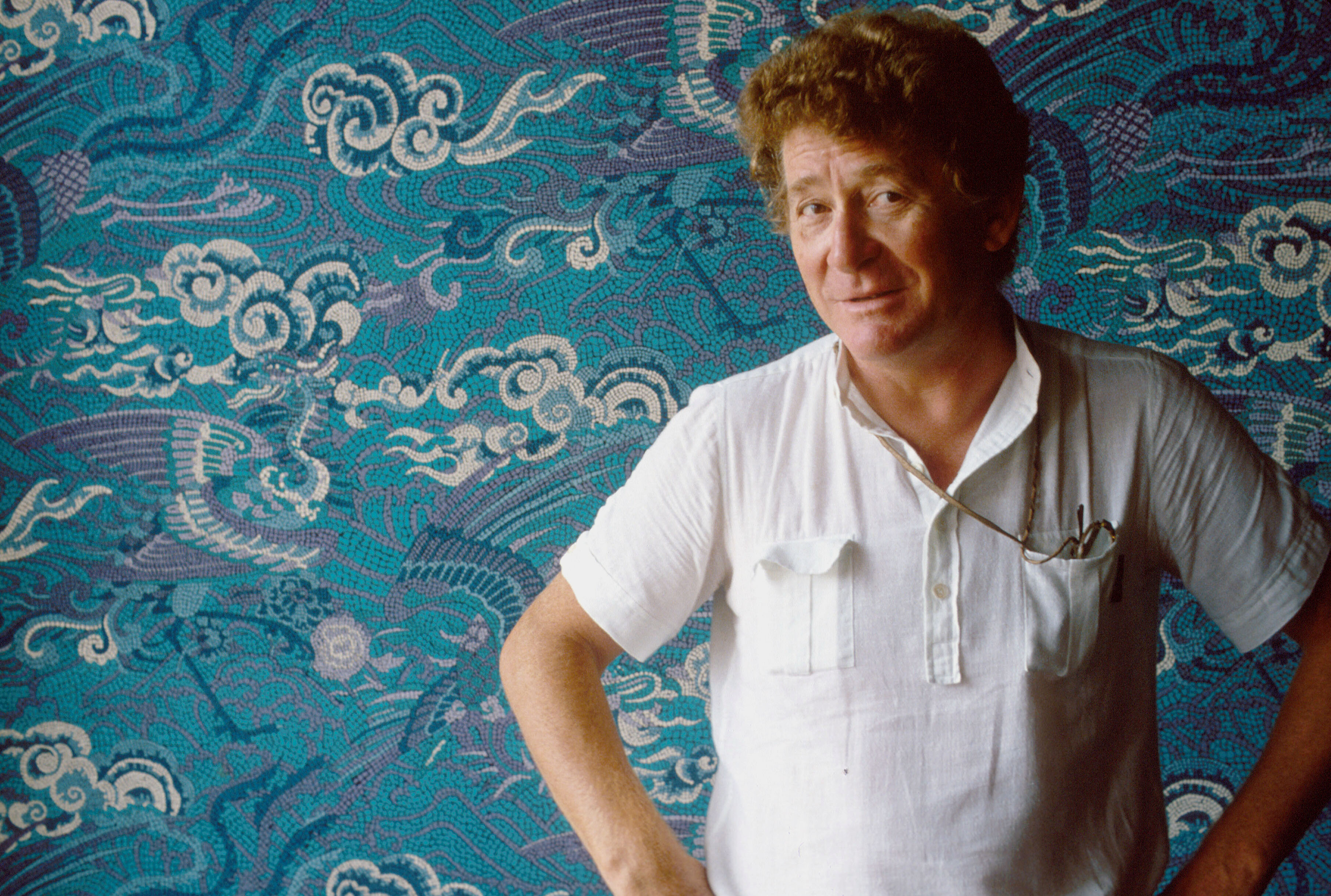
Ermanno Olmi, guanyador del Lleó d'Or al 45è Festival Internacional de Venècia

  - La leggenda del santo bevitore d'Ermanno Olmi
- Premi Especial del Jurat:
  - Camp de Thiaroye d'Ousmane Sembène i Thierno Faty Sow
- Lleó de Plata:
  - Topio stin omichli de Theodoros Angelopoulos
- Premi Osella:
  - Millor guió - Pedro Almodóvar (Mujeres al borde de un ataque de nervios)
  - Millor fotografia - Vadim Yusov (Txiornii monakh)
  - Millor banda sonora - José María Vitier, Gianni Nocenzi, Pablo Milanés (Un señor muy viejo con unas alas enormes)
  - Millor equip de disseny - Bernd Lepel (Burning Secret)
- Copa Volpi:
  - Millor Actor - Joe Mantegna i Don Ameche (Things Change)
  - Millor Actriu - Shirley MacLaine (Madame Sousatzka) i Isabelle Huppert (Une affaire de femmes)
- Menció Especial:
  - David Eberts (Burning Secret)
- Medalla d'Or del President del Senat Italià:
  - Caro Gorbaciov de Carlo Lizzani
- Premi Nou Cinema 
  - Camp de Thiaroye d'Ousmane Sembène i Thierno Faty Sow
  - Gli invisibili de Pasquale Squitieri
- Premi Nou Cinema - Menció Especial
  - Un petit monastère en Toscane d'Otar Ioseliani
- Lleó d'Or a la carrera:
  - Joris Ivens
- Premi dels Estudiants de la Universitat 'La Sapienza'
  - Topio stin omichli de Theodoros Angelopoulos
  - Ghosts... of the Civil Dead de John Hillcoat
- Ciak Daurat
  - Millor pel·lícula - Une affaire de femmes de Claude Chabrol
  - Millor actor - Klaus Maria Brandauer (Burning Secret)
  - Millor actriu - Carmen Maura (Mujeres al borde de un ataque de nervios)